# Chatynskij Les
Chatynskij Les (ryska: Хатынский Лес) är en skog i Belarus.   Den ligger i voblasten Minsks voblast, i den centrala delen av landet, 50 km nordost om huvudstaden Minsk.
I omgivningarna runt Chatynskij Les växer i huvudsak blandskog. Runt Chatynskij Les är det ganska glesbefolkat, med 21 invånare per kvadratkilometer.